# تشارلز بيرنستاين
تشارلز بيرنستاين (بالإنجليزية: Charles Bernstein)‏ هو مؤلف ومترجم وكاتب وشاعر أمريكي، ولد في 4 أبريل 1950 في نيويورك في الولايات المتحدة.